# Helmer Gustavson (kemist)
Karl Helmer Gustavson, född 21 juni 1896 i Lerbäck, Örebro län, död 11 februari 1973 i Spånga, var en svensk kemist. Han var far till runologen Helmer Gustavson.
Gustavson var 1948–1966 chef för Garverinäringens forskningsinstitut och erhöll 1956 professors namn. Gustavson räknas som en av skaparna av den moderna läderkemin, framför allt genom sina arbeten inom kromgarvning.
Gustavson studerade vid Kungliga Tekniska högskolan (KTH) och i Boston, Massachusetts, USA, 1917–1923 och var forskningskemist och teknisk direktör i den amerikanska läderindustrin 1921–1933, chefskemist vid C J Lundbergs läderfabriks AB i Valdemarsvik 1934–1948. Gustavson blev 1943 ledamot av Ingenjörsvetenskapsakademien (IVA) och 1956 av Vetenskapsakademien. Han promoverades 1949 till hedersdoktor vid KTH. 1955 tilldelades han IVA:s stora guldmedalj med motiveringen för hans arbeten om läderproteinernas kolloidkemi.
Gustavson var sektionssekreterare och sektionsordförande i American Chemical Society 1926–1930, ordförande för International Union of Leather Technologists and Chemists Society 1952–1955, hedersledamot av det engelska Royal Society of Chemistry och ett flertal andra utländska läderkemistföreningar. Han har skrivit arbeten om fiberproteiners kolloidkemi, speciellt angående kromgarvningens kemi och garvningsteori, varit medarbetare i svenska och utländska uppslagsverk och handböcker och författat monografier, bland annat The Chemistry and Reactivity of Collagen, 1955 och The Chemistry of Tanning Processes 1956.